# 藍迪·邁爾斯
藍德爾·柯克·邁爾斯（英語：Randall Kirk Myers，1962年9月19日—），為前美國職棒大聯盟的投手，生涯曾效力於大都會、紅人、教士、小熊、金鶯與藍鳥等隊。

## 職業生涯
1985年，邁爾斯登上大聯盟。隔年大都會拿下了世界大賽冠軍，不過邁爾斯並未在季後賽上場。1988年，球隊終結者Jesse Orosco轉去道奇，因此邁爾斯和Roger McDowell輪流擔任終結者。
1990年，大都會將邁爾斯交易到紅人，換來John Franco。這年他首度入選明星賽，成為了聯盟中最好的終結者之一。紅人也在這年拿下世界大賽冠軍。1991年，球隊試圖讓邁爾斯擔任先發，但他僅拿下6勝13敗，也證明紅人的嘗試是不可行的。
1992年，邁爾斯成為教士隊的終結者。隔年他加入小熊，並以53次救援成功拿下聯盟救援王頭銜。1995年9月28日，邁爾斯被太空人的James Mouton敲出超前比數的2分砲，結果有位瘋狂球迷衝上投手丘與邁爾斯4發生肢體衝突。幸好邁爾斯本身有學過防身術，隨即便制伏了球迷。1994年和1995年，邁爾斯都入選明星賽。1996年，邁爾斯加入金鶯。1997年，他第四度入選明星賽，整季拿下45次救援成功。1998年，他在藍鳥隊拿下28次救援成功。後來他在季中加入教士，不過從1999年起就沒有在大聯盟亮相。
2000年，邁爾斯因肩傷而無法投球，但仍獲得快700萬美元的薪水。他因為受傷使得球隊與保險公司發生糾紛，因為保險公司拒絕理賠。
其實教士並不想要邁爾斯，因為他們陣中已有崔佛·霍夫曼這位頂級的終結者，加上邁爾斯還有2年1200萬美元的剩餘合約。不過為了怕霍夫曼被勇士搶走，做為備案，教士只有從讓渡名單中選擇邁爾斯。原本他們希望藍鳥拒絕教士的接收，但最後藍鳥同意了，教士也只好將邁爾斯的薪水吃完。

## 生涯投球成績
| 勝投 | 敗投 | 防禦率 | 出賽場次 | 結束比賽 | 救援成功 | 投球局數 | 安打 | 失分 | 自責分 | 全壘打 | 保送 | 三振 | 暴投 | 觸身球 |
| ---- | ---- | ------ | -------- | -------- | -------- | -------- | ---- | ---- | ------ | ------ | ---- | ---- | ---- | ------ |
| 44   | 63   | 3.19   | 728      | 548      | 347      | 884.2    | 758  | 338  | 314    | 69     | 396  | 884  | 32   | 12     |

## 個人生活
在球員生涯中，邁爾斯曾多年到母校克拉克社區學院擔任女籃教練。他還自己創建基金會，在他家鄉溫哥華進行慈善事業。
克拉克學院在1992年後就解散了棒球隊，後來邁爾斯努力籌錢和四處奔走下，終於在2011年重新建立了棒球隊。

## 外部連結
- 蘭迪‧邁爾斯在美國職棒（英语）
- 蘭迪‧邁爾斯在Baseball-Reference.com（大聯盟）（英语）
- 蘭迪‧邁爾斯在Baseball-Reference.com（小聯盟以及海外聯盟）（英语）
- 蘭迪‧邁爾斯在ESPN（MLB）（英语）
- 蘭迪‧邁爾斯在FanGraphs.com（英语）
- 蘭迪‧邁爾斯在The Baseball Cube（英语）
- 藍迪·邁爾斯在台灣棒球維基館上的頁面（繁體中文）